# Chiesa di Santa Maria del Campo (Salerno)
La Chiesa di Santa Maria del Campo o Santa Maria dei Campi si trova nella zona collinare di Salerno, nel quartiere meridionale detto "Giovi". La sua fondazione risale al XIII secolo.

## Storia
La piccola chiesa di Santa Maria del Campo (detta anche "dei Campi") fu creata fuori dalle Mura di Salerno in una zona collinare agricola pochi chilometri a sud del fiume Irno. Prese il nome dal fatto che fin dall'inizio fu sempre frquentata da contadini locali che lavoravano nei "campi" circostanti.
Nel 1253 Matteo Rassica fece costruire una chiesa a Giovi in onore della beata Vergine e di tutti i Santi; la cedette poi all'arcivescovo, a condizione che alla stessa venisse assegnato un sacerdote che ne fosse il rettore e che vi celebri divini uffici, al quale egli assegnò dei terreni in beneficio.
Nel 1309 la Chiesa ottenne in beneficio alcune terre, sotto il presbitero Bartolomeo Quincanale.
Nella seconda metà del Novecento la chiesa è stata completamente ristrutturata ed abbellita dal comune. Attualmente vi si svolgono "Fiere"  e "Sagre" ogni anno.

## Descrizione
Chiesa ad una sola navata, con capienza limitata a meno di cento fedeli (tra seduti ed in piedi). Il Presbiterio è costituito dal tabernacolo su teca di marmo, dall'altare maggiore in marmo bianco e rosa e da leggio e sede mobili in legno. 
La facciata principale è molto semplice e lineare; è costituita, centralmente, dalla ampia Porta d'accesso in mattoni di facciata con infisso in acciaio e legno. È inoltre intonacata e tinteggiata in colore rosa pallido e presenta cornici in grigio chiaro.